# Mary Osborne
Pour les articles homonymes, voir Osborne.
Mary Osborne, née le 17 juillet 1921 à Minot dans le Dakota du Nord et morte le 4 mars 1992 à Bakersfield en Californie, est une guitariste de jazz américaine, qui a eu un impact important dans le jazz des années 1940-1950.  

## Enfance et jeunesse
Osborne est née à Minot, dans le Dakota du Nord, dixième d'une fratrie de onze enfants, dans une famille musicienne. Sa mère joue de la guitare, et son père, en plus de fabriquer des violons, ouvre son salon de coiffure comme lieu de rencontre aux musiciens de la ville. Dès l'âge de 3 ans, elle s'intéresse à la musique. Les premiers instruments d'Osborne comprennent le piano, l'ukulélé, le violon et le banjo. À neuf ans, elle joue pour la première fois de la guitare, et un an plus tard, elle commence le banjo dans le groupe de ragtime de son père. Elle apparaît également dans sa propre émission de radio, dans laquelle elle continuera de se produire deux fois par semaine jusqu'à l'âge de quinze ans. À douze ans, elle forme son propre trio de filles à Bismarck, dans le Dakota du Nord. La musique qu'elle joue à cette époque est en grande partie du « hillbilly », ou musique country, dans laquelle la guitare était simplement utilisée pour accompagner sa propre voix.  
À l'âge de quinze ans, elle se joint à un trio dirigé par la pianiste Winifred McDonnell, pour laquelle elle chante et joue de la guitare et de la contrebasse. C'est à ce moment qu'elle entend pour la première fois Charlie Christian à la guitare électrique dans le groupe de Al Trent à Bismarck. Son son, qu'elle confond avec celui d'un saxophone, la fascine, et elle au son sujet de Christian : « Ce qui m'a le plus impressionnée, c’est son sens du tempo ». Osborne achète immédiatement sa propre guitare électrique, demande à un ami de construire un amplificateur, et se met à étudier son style de guitare. Plus tard, le trio de McDonnell est absorbé par le groupe de Buddy Rogers, après que Rogers les ait entendus jouer à St. Louis. Mais un an après le déménagement du groupe à New York en 1940, Osborne quitte le groupe de Rogers après avoir épousé le trompettiste Ralph Scaffidi, qui encourage sa carrière musicale. 

## Carrière musicale
Dans les années 1940, Osborne participe à des jam sessions à la 52e Rue, où elle joue avec certains des plus grands noms du jazz et se fait rapidement un nom. En 1941, elle part en tournée avec le violoniste de jazz Joe Venuti. En 1942, elle  réalise un enregistrement avec Stuff Smith, puis en 1945, elle se produisit avec Dizzy Gillespie, Art Tatum, Coleman Hawkins et Thelonious Monk à Philadelphie, devant un public particulièrement conquis par sa prestation. Osborne, Tatum et Hawkins ont ensuite enregistré en concert à la Nouvelle-Orléans. En 1945, Osborne retourne à New York. Là-bas, elle enregistre avec Mary Lou Williams, puis avec Coleman Hawkins, Mercer Ellington et Beryl Booker en 1946, tout en dirigeant son propre trio de swing. De 1945 à 1948, le trio joue dans des clubs de la 52e rue, tel le Kelly's Stables où il est engagé pendant un an, et enregistre plusieurs disques. Au cours des années 1950, Osborne joue avec le quatuor d'Elliot Lawrence dans The Jack Sterling Show, une émission de radio quotidienne diffusée le matin par CBS, et participe à l'émission de télévision Arthur Talf's Talent Scouts. Au cours des dernières années de la décennie, elle enregistre à la fois avec Tyree Glenn et en tant que leader. Peu après Osborne, lassée de  faire la même musique depuis si longtemps, souhaite un changement. En 1962, elle commence à étudier la guitare classique espagnole avec Alberto Valdez-Blaine.  
En 1968, Osborne déménage et s'installe à Bakersfield, en Californie, où elle passe le reste de sa vie. Avec son mari, elle a fondé la Osborne Guitar Company. Elle enseigne la musique et  continue à jouer dans sa région et à Los Angeles. Elle joue dans les festivals de Newport et de Concord au début des années 1970 et au Kool Jazz Festival à New York en 1981. En 1989 et 1990, elle joue au Los Angeles Classic Jazz Festival et, en 1990, au Playboy Jazz Marathon. En 1991, lors de ce qui seront ses dernières représentations, Osborne retourne au Village Vanguard à New York pour un engagement d'une semaine.   
Osborne meurt en mars 1992 à l'âge de 70 ans des suites d'un cancer du mésothéliome.  

## Discographie partielle
- 1959 : A Girl and Her Guitar (Warwick)
- 1977 : Now's the Time (Halcyon)
- 1981 : Now and Then (Stash)[6]
- 1988 : Esquire's All-American Hot Jazz Sessions (RCA) avec the 52nd Street All-Stars, RCA Studio 2, New York City, 27 février 1946. Produit par Leonard Feather

### AvecLouis BellsonetGene Krupa
- 1963 :The Mighty Two (Roulette)